# パラダイストビヘビ
パラダイストビヘビ（学名：Chrysopelea paradisi、パラダイスヘビとも）は、南アジアに分布するヘビの一種である。肋骨を広げ、体を扁平にすることにより、木の頂上から水平距離10mも滑空することができる。

## 分布
タイ（プーケットを含む）、インドネシア、ブルネイ、インド（アンダマン諸島）、マレーシア（マレー半島と東マレーシア）、ミャンマー（ビルマ）、フィリピン、シンガポール

## 生態
主に湿潤な森林に生息する。ヤモリなどの樹上性のトカゲ、カエルなどを捕食する。卵生で、5~8個の卵を産む。

## 毒
後牙毒を持つが、トカゲを捕るための毒であり、人間には効果が弱くほとんど無害。